# 다이하쓰
다이하쓰 공업 주식회사(일본어: ダイハツ工業株式会社, 영어: Daihatsu Motor Co., Ltd., 문화어: 다이하쯔공업주식회사)는 일본의 자동차 제조업체로 경승용차와 비포장 도로용 자동차 생산자로 유명하다.
다이하쓰는 1951년에 하쓰도키 제조(發動機製造 발동기제조[*]) 주식회사의 후신으로 설립되었다. 그 이름은 한자로 크다는 뜻의 다이(大)와 하쓰도키의 첫글자인 하쓰(發)로 구성된 조합어이다. 이는 오사카의 大阪와 발동기의 発動機의 앞글자를 따서 유래되었다.
1960년대에 이르러 유럽에 자동차를 수출하기 시작하였다. 초기에는 큰 성공을 이루지 못했으나, 1980년대에 판매 호조를 거두기 시작하였다. 1992년 2월 이후로 토요타 자동차가 다이하쓰 모델을 북미에서 판매하고 있다.

## 생산 차종
- 그란 맥스
- 록키
- 무브
- 미라
- 시그라
- 아일라
- 아트레이
- 웨이크
- 제니아
- 캐스트
- 코펜
- 탄토
- 태프트
- 테리오스
- 토르
- 하이젯